# Sibiu
Sibiu (phát âm tiếng România: [siˈbiw]) là một thành phố ở Transilvania, România với dân số khoảng 154,548. Thành phố này nằm bên bờ sông Cibin, một nhánh của sông Olt. Sibiu là thủ phủ của Hạt Sibiu và nằm cách Bucharest 282 km về phía tây bắc. Từ năm 1692 tới 1791, đây là thủ đô của xứ Transilvania.
Sibiu là một trung tâm văn hóa quan trọng của Romania, thành phố này được chọn là Thủ đô Văn hóa châu Âu năm 2007. Thành phố cổ Sibiu được tạp chí Forbes chọn ở vị trí thứ 8 trong danh sách "Các thành phố nên thơ nhất để sống ở châu Âu" (Europe's 8th most idyllic place to live).

## Liên kết
- Informations, pictures and videos Lưu trữ ngày 28 tháng 10 năm 2010 tại Wayback Machine
- Sibiu Online - Official Site with information on tourism and history, Sibiu pictures, and more. In Romanian, English and German.
- Sibiu European Cultural Capital 2007 - Official Site
- Sibiu Tourism
- Sibiu on RomaniaTourism.com. Reference regarding surface area, population, etc. Truy cập ngày 22 tháng 11 năm 2005.
- Restoration of Historical Monuments in Sibiu Lưu trữ ngày 13 tháng 3 năm 2007 tại Wayback Machine - Report and Photo Gallery
- Article on Sibiu as Capital of Culture in Bucharest's The Diplomat